# تولا (بترون)
تولا هي إحدى القرى اللبنانية من قرى قضاء البترون في محافظة الشمال.

## أعلام
- بطرس التولاوي